# The Myth of the American Sleepover
Pour plus de détails, voir Fiche technique et Distribution.
The Myth of the American Sleepover est une comédie dramatique américaine écrite et réalisée par David Robert Mitchell, sortie en 2010 et distribuée en salles en 2011 aux États-Unis.

## Synopsis
Le film se déroule lors d'une nuit d'été dans la banlieue de Detroit pendant laquelle ont lieu de nombreuses soirées pyjama. On y suit alors différents adolescents au gré de leurs histoires de cœur.

## Fiche technique
- Titre : The Myth of the American Sleepover
- Réalisation : David Robert Mitchell
- Scénario : David Robert Mitchell
- Musique : Kyle Newmaster
- Production : Justin Barber, Michael Ferris Gibson, Adele Romanski et Cherie Saulter
- Distribution : IFC Films
- Pays d'origine : États-Unis
- Langues originales : anglais
- Genres : comédie dramatique
- Durée : 93 minutes
- Dates de sortie : 
  -  États-Unis : 10 mars 2010 (South By Southwest Film Festival)
  -  France : 17 mai 2010 (Festival de Cannes 2010)
  -  États-Unis : 22 juillet 2011

## Distribution
- Claire Sloma : Maggie
- Marlon Morton : Rob Salvati
- Amanda Bauer : Claudia
- Brett Jacobsen : Scott Holland
- Nikita Ramsey : Ady Abbey
- Jade Ramsey : Anna Abbey
- Annette DeNoyer : Beth
- Wyatt McCallum : Marcus
- Mary Wardell : Jen Holland
- Douglas Diedrich : Steven
- Dane Jones : Emma
- Shayla Curran : Janelle Ramsey
- Drew Machak : Andy
- Christopher Simon : Sean Barber
- Madi Ortiz : the Grocery Store Girl
- Amy Seimetz : Julie
- Megan Boone : Kerri Sullivan

## Distinctions

### Récompense
- Festival du cinéma américain de Deauville 2010 : Prix du jury[1]

### Sélection
- Festival de Cannes 2010 : sélection à la Semaine de la critique